# Толстянка древовидная
Толстянка древовидная, или крассула древовидная (лат. Crassula arborescens) – вид суккулентных растений рода Толстянка (Crassula) семейства Толстянковые (Crassulaceae), естественно произрастающий на территории Капской провинции Южно-Африканской Республики.
В отличие от большинства толстянок, представляющих собой относительно небольшие суккулентные растения, толстянка древовидная выделяется своим приземистым, сочным стеблем. Легко узнаваема благодаря сине-серой листве, которая контрастирует с другими растениями на склонах холмов. Этот вид обладает привлекательным внешним видом как в естественной среде обитания, так и в озелененных садах.

## Название
Родовое латинское название Crassula происходит от латинского слова crassus, — «толстый», в основном из-за присутствия у растений этого рода сочных листьев.
Видовой латинский эпитет arborescens происходит от лат. arbor – «дерево»; «древовидный».

## Ботаническое описание
Многолетние кустарники высотой 1-1,5(-2) м характеризуются прочными стеблями, достигающими до 20 см в диаметре у основания. Они часто сильно разветвлены и имеют опадающие старые листья. Листья могут быть сидячими или на черешках до 5 мм длиной. Форма пластинки может варьироваться от обратнояйцевидной до округлой, реже ланцетной, с размерами 20-40(-50) x (8-)20-30(-40) мм. Листовая пластинка обладает закругленной вершиной, резким сужением к черешку, уплощением и слегка выпуклостью с обеих сторон. Она покрыта серым налетом и обрамлена роговым, часто пурпурным краем.

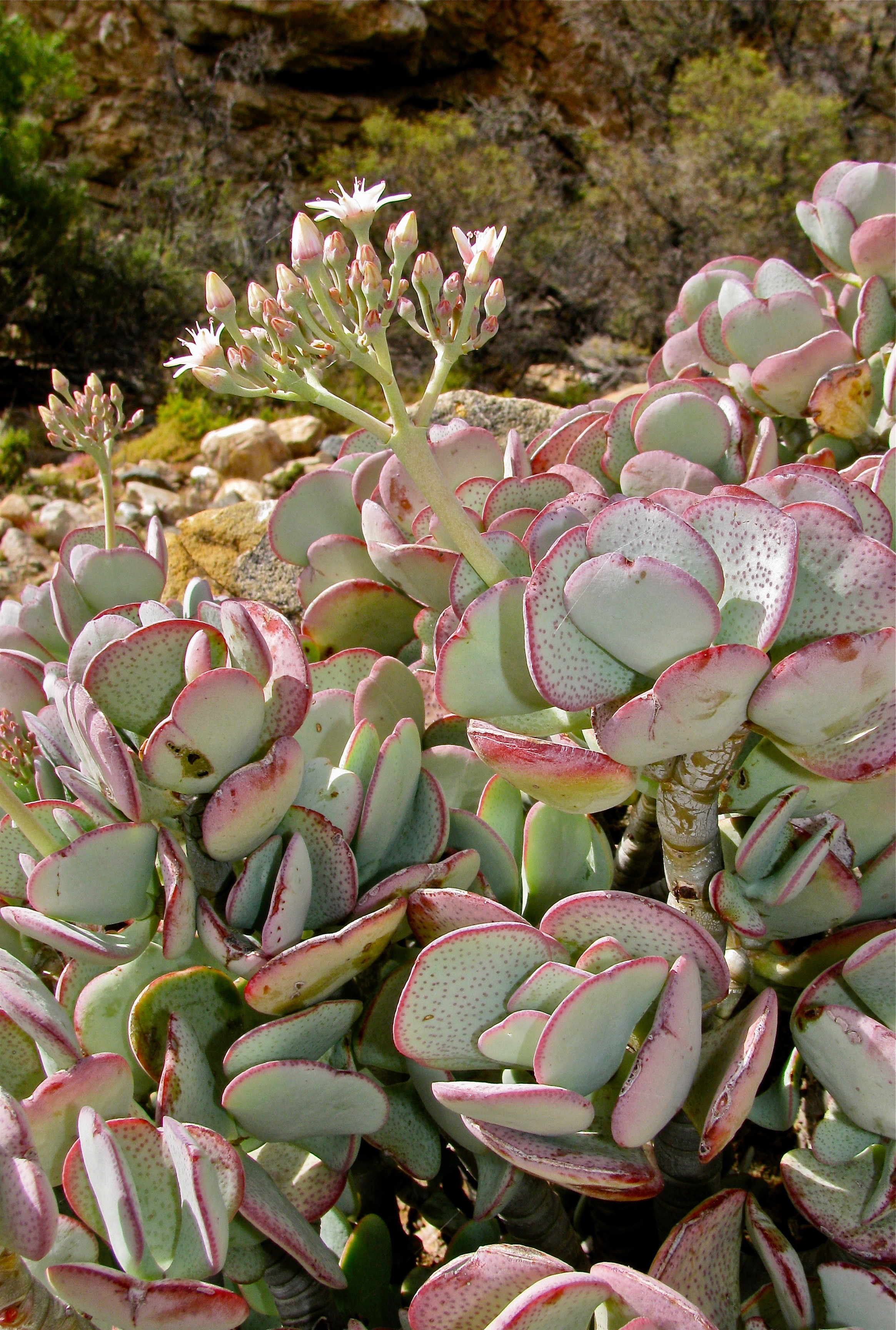
Соцветие

Соцветие представляет собой округлый тирс с одним или несколькими дихазиями; длина цветоноса может достигать 30-70(-100) мм. Чашечка имеет треугольные доли длиной 1-1,5 мм, заостренные и с ребрами, мясистые, серо-зеленые, часто с красным оттенком. Венчик звездчатый, сросшийся в основании на 0,5-0,7 мм, бывает белым или кремовым с красноватым оттенком к вершинам. Лопасти венчика эллиптически-ланцетные, 7-10 мм в длину, остроконечные, слегка куполообразные, несколько ребристые и расставлены примерно под прямым углом. Тычинки обладают пурпурными пыльниками.
Существует два подвида: Crassula arborescens subsp. arborescens и Crassula arborescens subsp. undulatifolia (от лат. undulatus — «мелковолнистый», «волнистый» и лат. folium — «лист»). Последний характеризуется эллиптическими, волнистыми и прямостоячими листьями.

## Распространение

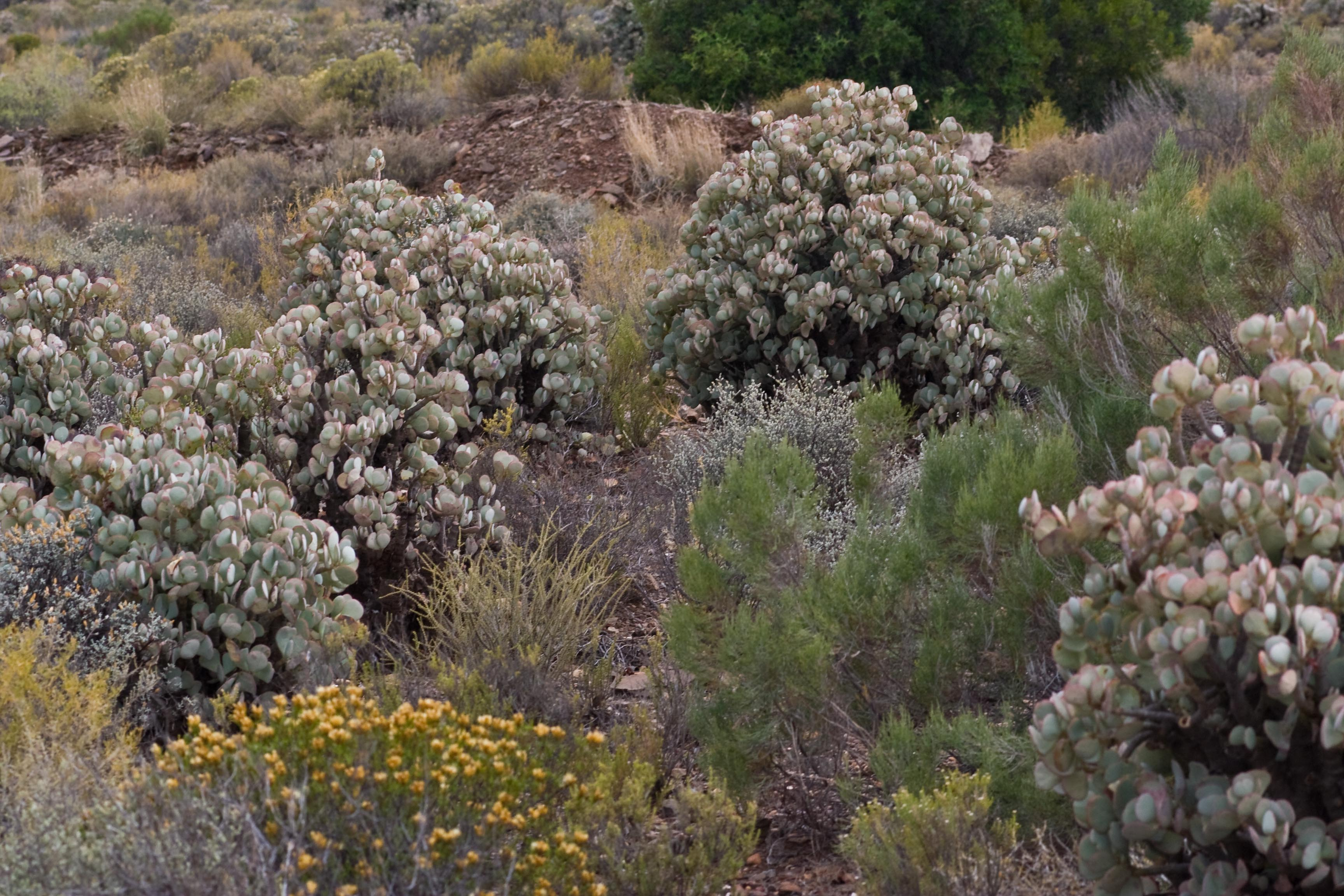
Популяция

Родина данного вида – Капская провинция Южно-Африканской Республики. Был интродуцирован в Испании и на островах Хуан-Фернандес (Чили). Преимущественно произрастает в субтропическом биоме.
Crassula arborescens subsp. arborescens распространена от долины реки Хекс до Малого Кару, а затем на север до Квазулу-Натала и Эсватини. Замечено, что одна популяция этого подвида встречается на некоторых холмах к северу от Ванринсдорпа, что представляет собой разрыв в основном распространении, характерном для Малого Кару. Важно отметить, что не было обнаружено признаков человеческого влияния, и северные растения не различаются по каким-либо признакам от южных.
Crassula arborescens subsp. undulatifolia обитает в южных частях гор Кляйн Винтерхук в Восточном Кейпе. Растения обычно произрастают на песчаниковых и сланцевых почвах в каменистых или гравийных условиях. Они взаимосвязаны с элементами финбоса и реностервелда как в местообитаниях Западного, так и Восточного Кейпа. Растения часто занимают обширные участки на холмах, склонах, а иногда и на скалах, но также могут встречаться в долинах, отдавая предпочтение солнечным и открытым местам.

## Экология
Crassula arborescens обладает неглубокой корневой системой и может быть вечнозеленой или листопадной, где в основном опадают старые листья, а сочные листья и стебли используются для накопления воды. Мелкие корни эффективно используют легкий дождевой осадок.

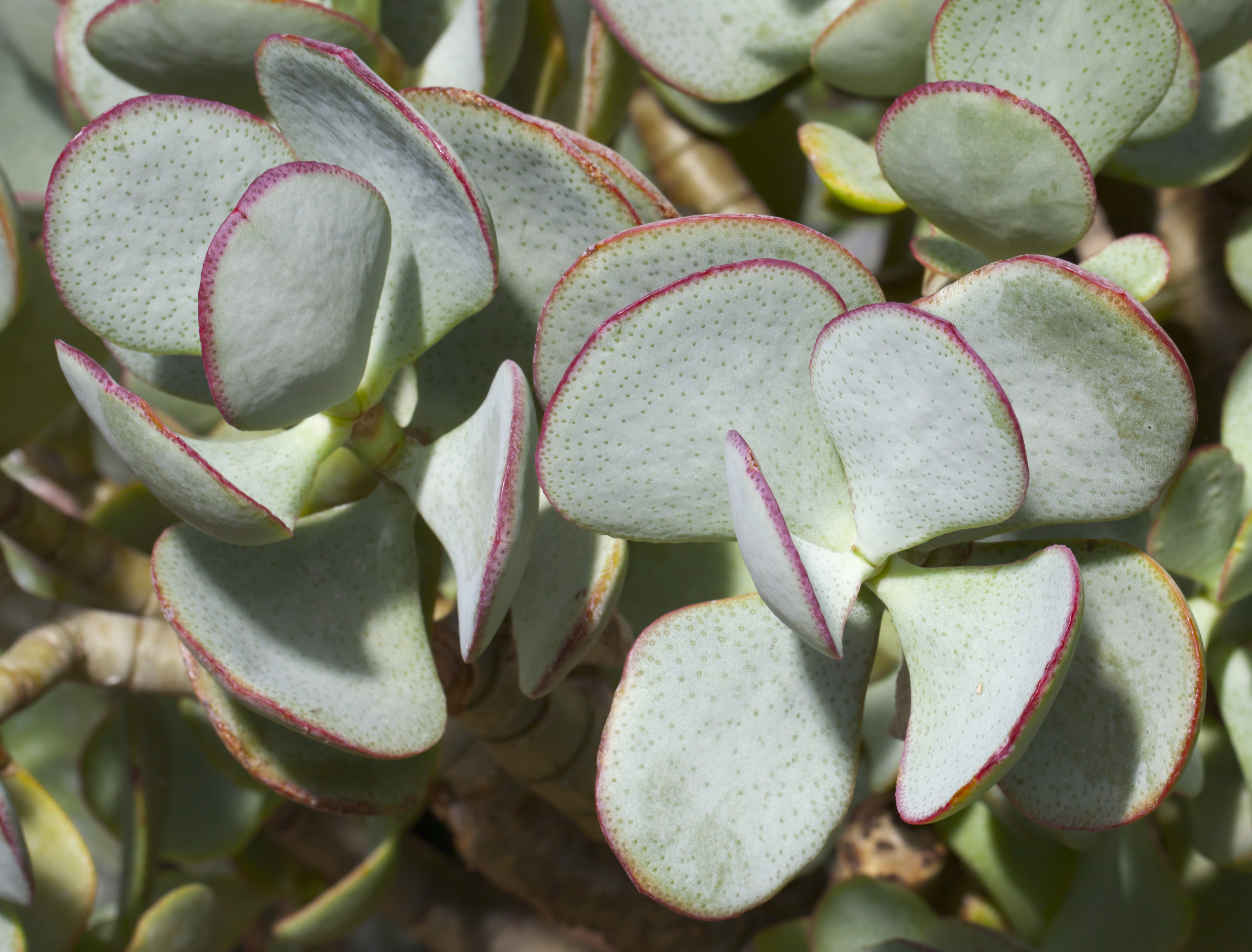
Листья

Листья устроены слегка вертикально и направлены вверх, чтобы минимизировать воздействие на поверхность и тем самым снизить испарение. Кроме того, цвет листвы от серого до сине-зеленого с порошкообразным восковым слоем отражает солнечные лучи, помогая растению сохранять прохладу в жаркие дни.
Яркие цветки от белого до розового выделяют нектар, что является индикатором опыления птицами. Тычинки и столбики расположены на уровне или немного за пределами отверстия венчика, что характерно для растений, опыляющихся птицами. Цветки также привлекают пчел и других летающих насекомых.
После опыления цветки становятся коричневыми и приобретают бумажную текстуру. Созревшие плоды освобождают множество мелких семян, которые легко распространяются ветром. Цветы и плоды Crassula arborescens располагаются немного выше или на уровне листвы, что облегчает опыление и распространение семян с помощью ветра.
Растения, растущие на склонах или скалах, легко теряют отдельные ветви, которые могут свободно укореняться и образовывать отдельные колонии. Таким образом, часто можно обнаружить плотные популяции Crassula arborescens вдоль ее ареала распространения.

## Таксономия

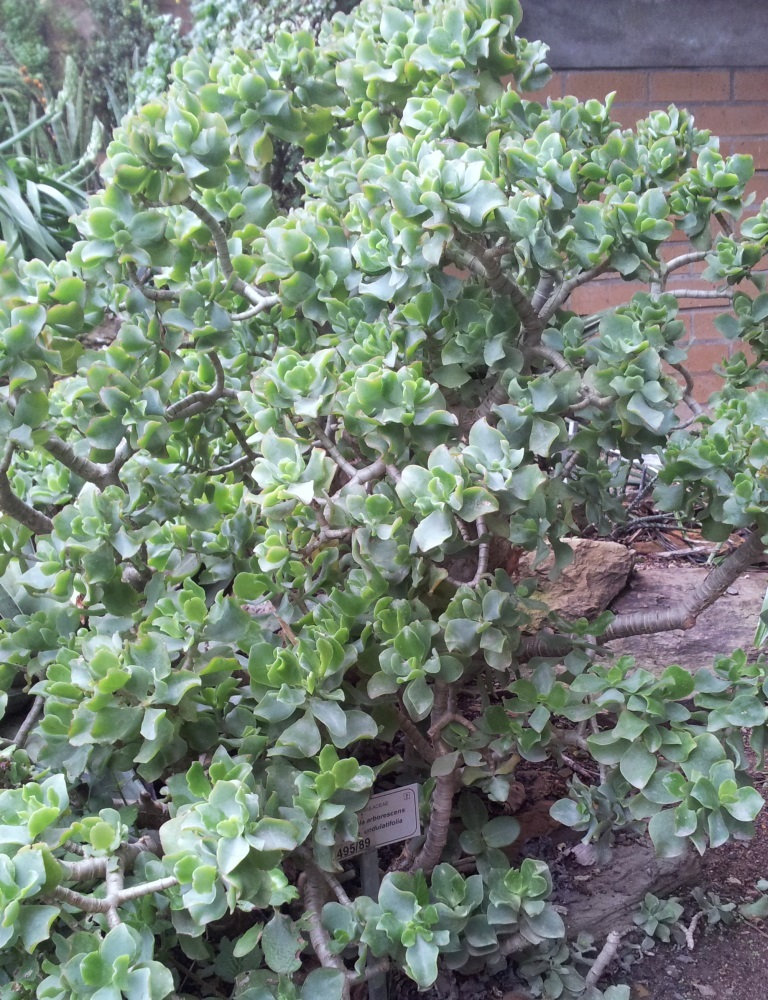
Crassula arborescens subsp. undulatifolia

Crassula arborescens (Mill.) Willd., первое упоминание в Sp. Pl. ed. 4. 1: 1554 (1798).

### Синонимы
Гомотипные (основанные на одном и том же номенклатурном типе):
- Cotyledon arborescens Mill. (1768)
- Sedum arborescens (Mill.) Kuntze (1898), nom. illeg.
- Toelkenia arborescens (Mill.) P.V.Heath (1993)

### Подвиды
Подтвержденные подвиды (2) в соответствии с данными сайта Plants of the World Online на 2023 год:
- Crassula arborescens subsp. arborescens
- Crassula arborescens subsp. undulatifolia Toelken